# Egon Kaur
Egon Kaur (Pärnu, 20 agosto 1987) è un pilota di rally estone.

## Carriera
Egon inizia a correre nei rally nel 2004 e dopo due anni nel 2006 debutta nel Campionato del Mondo Rally durate l'evento del Galles guidando la Renault Clio RS. Le sue successive apparizioni nel WRC arrivano due anni dopo, nel 2008 in Svezia e in Galles al volante della Subaru Impreza WRX STi. Nel 2009 partecipa per la terza volta al Rally di Gran Bretagna.
Nel 2010 vince il titolo di classe nel campionato estone (Gruppo N) e nel 2011 partecipa al nuovo campionato, il WRC Academy. Egon vince i primi tre round della stagione ma non riesce a vincere il campionato, pur finendo a pari punti con Craig Breen, l'estone chiude secondo avendo meno tempi di tappa più veloci.
Nel febbraio del 2011 Egon viene selezionato con altri undici piloti dal FIA Institute Young Driver Excellence Academy. Nel 2014 torna nel WRC a guida della Ford Fiesta R5 durante il Rally di Sardegna. Due anni dopo, nel 2016 vince il campionato estone nella classe massima a guida della Mitsubishi Lancer Evo IX.

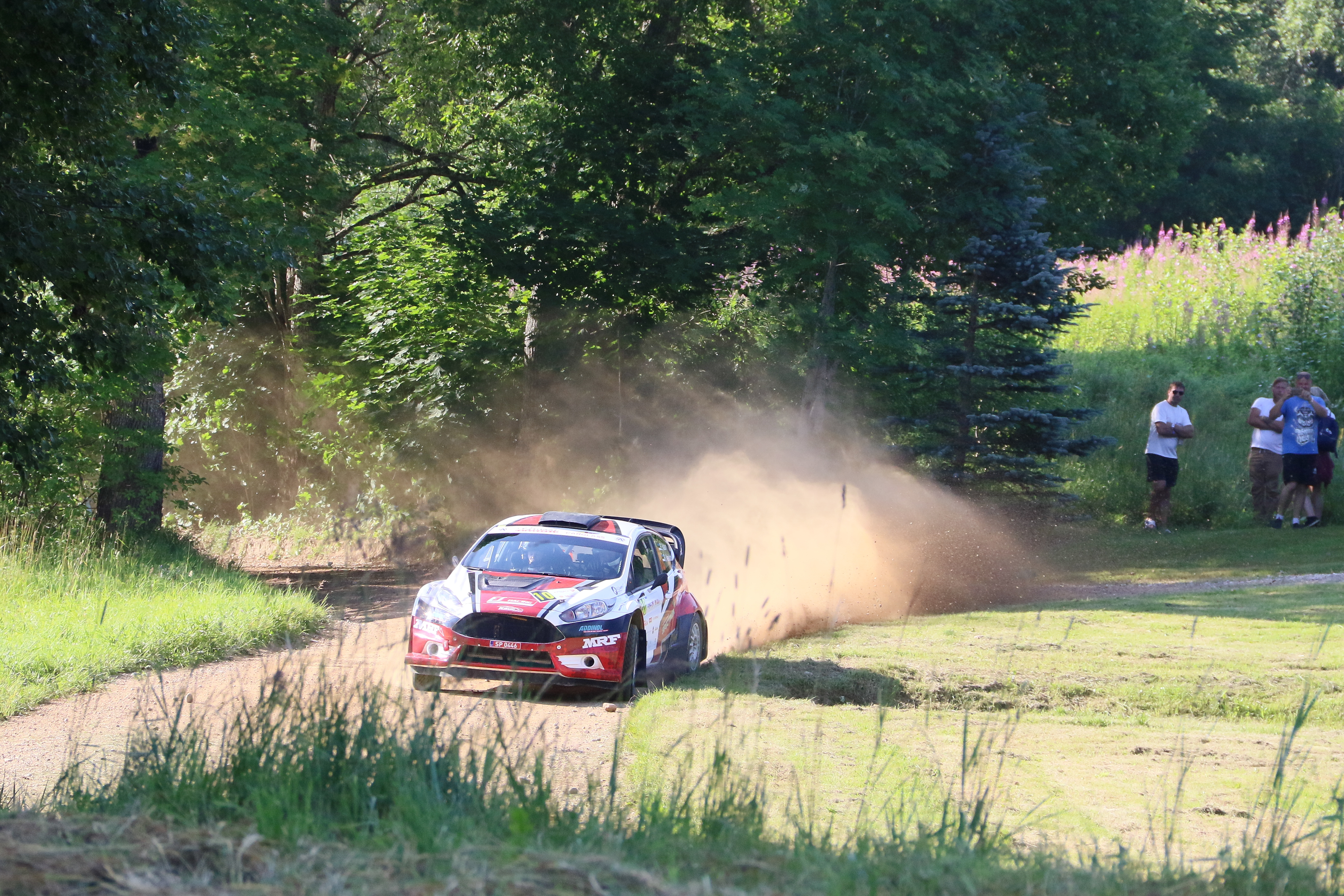
Egon Kaur durante il Rally d'Estonia nel 2018

Nel 2020 torna nel WRC dopo ben sei anni, partecipa con la Škoda Fabia R5 Evo al rally di casa dove ottiene un buon dodicesimo posto nella classifica generale e terzo nel WRC-3. L'anno successivo con la Volkswagen Polo GTI R5 partecipa a cinque eventi del WRC. Nella classe WRC-3 ottiene un altro podio, chiude secondo nel Rally Artico. Nel 2022 continua nel WRC sempre a giuda della Volkswagen, nel Rally di Svezia chiude decimo in classifica generale ed ottiene il suo primo punto nel WRC.

## Vittorie nel WRC Academy
| # | Stagione | Evento               | Co-pilota     | Auto           | Squadra                    |
| - | -------- | -------------------- | ------------- | -------------- | -------------------------- |
| 1 | 2011     | Rally del Portogallo | Mait Laidvee  | Ford Fiesta R2 | Playboy Estonia Rally Team |
| 2 | 2011     | Rally di Sardegna    | Erik Lepikson | Ford Fiesta R2 | Playboy Estonia Rally Team |
| 3 | 2011     | Rally di Finlandia   | Erik Lepikson | Ford Fiesta R2 | Playboy Estonia Rally Team |

## Risultati nel mondiale rally

### Risultati WRC
| 2006 | Scuderia | Vettura         |  |  |  |  |  |  |  |  |  |  |  |  |  |  |  |     | Punti | Pos. |
| ---- | -------- | --------------- |  |  |  |  |  |  |  |  |  |  |  |  |  |  |  | --- | ----- | ---- |
| 2006 |          | Renault Clio RS |  |  |  |  |  |  |  |  |  |  |  |  |  |  |  | Rit | 0     |      |

| 2008 | Scuderia                 | Vettura                |  |    |  |  |  |  |  |  |  |  |  |  |  |  |     |  | Punti | Pos. |
| ---- | ------------------------ | ---------------------- |  | -- |  |  |  |  |  |  |  |  |  |  |  |  | --- |  | ----- | ---- |
| 2008 | World Rally Team Estonia | Subaru Impreza WRX STi |  | 38 |  |  |  |  |  |  |  |  |  |  |  |  | Rit |  | 0     |      |

| 2009 | Scuderia        | Vettura                |  |  |  |  |  |  |  |  |  |  |  |    |  |  |  |  | Punti | Pos. |
| ---- | --------------- | ---------------------- |  |  |  |  |  |  |  |  |  |  |  | -- |  |  |  |  | ----- | ---- |
| 2009 | Kaur Motorsport | Subaru Impreza WRX STi |  |  |  |  |  |  |  |  |  |  |  | 27 |  |  |  |  | 0     |      |

| 2014 | Scuderia        | Vettura        |  |  |  |  |  |     |  |  |  |  |  |  |  |  |  |  | Punti | Pos. |
| ---- | --------------- | -------------- |  |  |  |  |  | --- |  |  |  |  |  |  |  |  |  |  | ----- | ---- |
| 2014 | Kaur Motorsport | Ford Fiesta R5 |  |  |  |  |  | Rit |  |  |  |  |  |  |  |  |  |  | 0     |      |

| 2020 | Scuderia        | Vettura                |  |  |  |    |  |  |  |  |  |  |  |  |  |  |  |  | Punti | Pos. |
| ---- | --------------- | ---------------------- |  |  |  | -- |  |  |  |  |  |  |  |  |  |  |  |  | ----- | ---- |
| 2020 | Kaur Motorsport | Škoda Fabia Rally2 evo |  |  |  | 12 |  |  |  |  |  |  |  |  |  |  |  |  | 0     |      |

| 2021 | Scuderia        | Vettura                |  |    |  |     |    |  |    |  |  |    |  |  |  |  |  |  | Punti | Pos. |
| ---- | --------------- | ---------------------- |  | -- |  | --- | -- |  | -- |  |  | -- |  |  |  |  |  |  | ----- | ---- |
| 2021 | Kaur Motorsport | Volkswagen Polo GTI R5 |  | 14 |  | Rit | 38 |  | 33 |  |  | 18 |  |  |  |  |  |  | 0     |      |

| 2022 | Scuderia        | Vettura                |  |    |  |  |  |  |    |    |  |  |  |  |  |  |  |  | Punti | Pos. |
| ---- | --------------- | ---------------------- |  | -- |  |  |  |  | -- | -- |  |  |  |  |  |  |  |  | ----- | ---- |
| 2022 | Kaur Motorsport | Volkswagen Polo GTI R5 |  | 10 |  |  |  |  | 25 | 10 |  |  |  |  |  |  |  |  | 2     | 34º  |

| 2023 | Scuderia | Vettura                                      |  |    |  |  |  |  |  |    |  |  |  |  |  |  |  |  | Punti | Pos. |
| ---- | -------- | -------------------------------------------- |  | -- |  |  |  |  |  | -- |  |  |  |  |  |  |  |  | ----- | ---- |
| 2023 |          | Škoda Fabia Rally2 evo Škoda Fabia RS Rally2 |  | 20 |  |  |  |  |  | 15 |  |  |  |  |  |  |  |  | 0     |      |

| 2025 | Scuderia | Vettura               |  |  |  |  |  |  |  |     |  |  |  |  |  |  |  |  | Punti | Pos. |
| ---- | -------- | --------------------- |  |  |  |  |  |  |  | --- |  |  |  |  |  |  |  |  | ----- | ---- |
| 2025 |          | Škoda Fabia RS Rally2 |  |  |  |  |  |  |  | Rit |  |  |  |  |  |  |  |  | 0     |      |

| Legenda | 1º posto | 2º posto | 3º posto | A punti | Senza punti | Ritirato | Squalificato | NP=Non partito C=Gara cancellata | Apice=Power stage |

### Risultati WRC-2
| 2014 | Scuderia        | Vettura        |  |  |  |  |  |     |  |  |  |  |  |  |  |  |  |  | Punti | Pos. |
| ---- | --------------- | -------------- |  |  |  |  |  | --- |  |  |  |  |  |  |  |  |  |  | ----- | ---- |
| 2014 | Kaur Motorsport | Ford Fiesta R5 |  |  |  |  |  | Rit |  |  |  |  |  |  |  |  |  |  | 0     |      |

| 2022 | Scuderia        | Vettura                |  |   |  |  |  |  |    |   |  |  |  |  |  |  |  |  | Punti | Pos. |
| ---- | --------------- | ---------------------- |  | - |  |  |  |  | -- | - |  |  |  |  |  |  |  |  | ----- | ---- |
| 2022 | Kaur Motorsport | Volkswagen Polo GTI R5 |  | 4 |  |  |  |  | 12 | 2 |  |  |  |  |  |  |  |  | 30    | 13º  |

| 2023 | Scuderia | Vettura                |  |    |  |  |  |  |  |   |  |  |  |  |  |  |  |  | Punti | Pos. |
| ---- | -------- | ---------------------- |  | -- |  |  |  |  |  | - |  |  |  |  |  |  |  |  | ----- | ---- |
| 2023 |          | Škoda Fabia Rally2 evo |  | 11 |  |  |  |  |  | 7 |  |  |  |  |  |  |  |  | 6     | 36º  |

| 2025 | Scuderia | Vettura               |  |  |  |  |  |  |  |     |  |  |  |  |  |  |  |  | Punti | Pos. |
| ---- | -------- | --------------------- |  |  |  |  |  |  |  | --- |  |  |  |  |  |  |  |  | ----- | ---- |
| 2025 |          | Škoda Fabia RS Rally2 |  |  |  |  |  |  |  | Rit |  |  |  |  |  |  |  |  | 0     |      |

| Legenda | 1º posto | 2º posto | 3º posto | A punti | Senza punti | Ritirato | Squalificato | NP=Non partito C=Gara cancellata | Apice=Power stage |

### Risultati WRC-2 Challenger
| 2023 | Scuderia | Vettura                |  |   |  |  |  |  |  |   |  |  |  |  |  |  |  |  | Punti | Pos. |
| ---- | -------- | ---------------------- |  | - |  |  |  |  |  | - |  |  |  |  |  |  |  |  | ----- | ---- |
| 2023 |          | Škoda Fabia Rally2 evo |  | 7 |  |  |  |  |  | 5 |  |  |  |  |  |  |  |  | 16    | 21º  |

| 2025 | Scuderia | Vettura               |  |  |  |  |  |  |  |     |  |  |  |  |  |  |  |  | Punti | Pos. |
| ---- | -------- | --------------------- |  |  |  |  |  |  |  | --- |  |  |  |  |  |  |  |  | ----- | ---- |
| 2025 |          | Škoda Fabia RS Rally2 |  |  |  |  |  |  |  | Rit |  |  |  |  |  |  |  |  | 0     |      |

| Legenda | 1º posto | 2º posto | 3º posto | A punti | Senza punti | Ritirato | Squalificato | NP=Non partito C=Gara cancellata | Apice=Power stage |

### Risultati P-WRC/WRC-3
| 2008 | Scuderia                 | Vettura                |  |  |  |  |  |  |  |  |  |  |  |  |  |  |     |  | Punti | Pos. |
| ---- | ------------------------ | ---------------------- |  |  |  |  |  |  |  |  |  |  |  |  |  |  | --- |  | ----- | ---- |
| 2008 | World Rally Team Estonia | Subaru Impreza STi N12 |  |  |  |  |  |  |  |  |  |  |  |  |  |  | Rit |  | 0     |      |

| 2020 | Scuderia        | Vettura                |  |  |  |   |  |  |  |  |  |  |  |  |  |  |  |  | Punti | Pos. |
| ---- | --------------- | ---------------------- |  |  |  | - |  |  |  |  |  |  |  |  |  |  |  |  | ----- | ---- |
| 2020 | Kaur Motorsport | Škoda Fabia Rally2 evo |  |  |  | 3 |  |  |  |  |  |  |  |  |  |  |  |  | 15    | 15º  |

| 2021 | Scuderia        | Vettura                |  |  |  |     |    |  |    |  |  |   |  |  |  |  |  |  | Punti | Pos. |
| ---- | --------------- | ---------------------- |  |  |  | --- | -- |  | -- |  |  | - |  |  |  |  |  |  | ----- | ---- |
| 2021 | Kaur Motorsport | Volkswagen Polo GTI R5 |  |  |  | Rit | 12 |  | 10 |  |  | 6 |  |  |  |  |  |  | 45    | 10º  |

| Legenda | 1º posto | 2º posto | 3º posto | A punti | Senza punti | Ritirato | Squalificato | NP=Non partito C=Gara cancellata | Apice=Power stage |

### Risultati Junior WRC/WRC Academy
| 2006 | Scuderia | Vettura                  |  |  |  |  |  |  |  |  |  |  |  |  |  |  |  |     | Punti | Pos. |
| ---- | -------- | ------------------------ |  |  |  |  |  |  |  |  |  |  |  |  |  |  |  | --- | ----- | ---- |
| 2006 |          | Renault Clio RS Ragnotti |  |  |  |  |  |  |  |  |  |  |  |  |  |  |  | Rit | 0     |      |

| 2011 | Scuderia                   | Vettura        |  |  |   |  |   |  |  |   |   |  |     |  |   |  |  |  | Punti | Pos. |
| ---- | -------------------------- | -------------- |  |  | - |  | - |  |  | - | - |  | --- |  | - |  |  |  | ----- | ---- |
| 2011 | Playboy Estonia Rally Team | Ford Fiesta R2 |  |  | 1 |  | 1 |  |  | 1 | 8 |  | Rit |  | 2 |  |  |  | 111   | 2º   |

| Legenda | 1º posto | 2º posto | 3º posto | A punti | Senza punti | Ritirato | Squalificato | NP=Non partito C=Gara cancellata | Apice=Power stage |